# Vojens Kommune
Vojens Kommune i Sønderjyllands Amt blev dannet ved kommunalreformen i 1970. Ved strukturreformen i 2007 blev den indlemmet i Haderslev Kommune sammen med bl.a. Gram Kommune.

## Tidligere kommuner
Vojens Kommune blev dannet inden selve kommunalreformen ved frivillig sammenlægning af 2 sognekommuner, der voksede stærkt pga. Flyvestation Skrydstrup, der blev oprettet 1. maj 1953:
| Kommune    | Folketal 1950 | Folketal 1955 | Folketal 1960 | Byer       |
| ---------- | ------------- | ------------- | ------------- | ---------- |
| Skrydstrup | 768           | 1.382         | 1.380         | Skrydstrup |
| Vojens     | 2.138         | 2.932         | 3.592         | Vojens     |
| I alt      | 2.906         | 4.314         | 4.972         |            |

Efter sammenlægningen havde Vojens Kommune 6.007 indbyggere 1. januar 1964.
Ved selve kommunalreformen blev yderligere 7 sognekommuner indlemmet i Vojens Kommune:
| Kommune    | Folketal 1. januar 1970 | Byer                    |
| ---------- | ----------------------- | ----------------------- |
| Vojens     | 6.960                   |                         |
| Hammelev   | 1.535                   | Hammelev og Styding     |
| Jegerup    | 592                     | Jegerup                 |
| Maugstrup  | 597                     | Maugstrup               |
| Nustrup    | 1.536                   | Nustrup                 |
| Oksenvad   | 825                     | Mølby                   |
| Sommersted | 1.575                   | Sommersted              |
| Vedsted    | 2.577                   | Over Jerstal og Vedsted |
| I alt      | 16.197                  |                         |

## Sogne
Vojens Kommune bestod af følgende sogne, alle fra Gram Herred:
- Hammelev Sogn
- Jegerup Sogn
- Maugstrup Sogn
- Nustrup Sogn
- Oksenvad Sogn
- Skrydstrup Sogn
- Sommersted Sogn
- Vedsted Sogn
- Vojens Sogn

## Borgmestre[6]
| Navn               | Parti             | Periode   |
| ------------------ | ----------------- | --------- |
| Terkel Jensen      | Venstre           | 1970-1974 |
| Peter Petersen     | Socialdemokratiet | 1974-1990 |
| Nis Mikkelsen      | Venstre           | 1990-1994 |
| Markvard Hovmøller | Socialdemokratiet | 1994-1998 |
| Nis Mikkelsen      | Venstre           | 1998-2006 |

## Rådhus
Vojens Kommunes rådhus blev opført i 1973.